# H7 (Slovenië)
De H7 is een korte verbindingsweg van 2,8 km gelegen in Slovenië tussen de snelweg A5 en de grens met Hongarije. In Hongarije zal de weg in de toekomst als autosnelweg worden doorgetrokken, ofschoon de plannen daartoe voorlopig nog niet ten uitvoer zullen worden gebracht. De weg moet dan Oost-Slovenië met de Hongaarse plaatsen Lendava en Körmend gaan verbinden. De H7 werd gelijktijdig met de A5 aangelegd en in 2008 voor verkeer geopend.